# Zvezda (film 1949)
Zvezda (Звезда) è un film del 1949 diretto da Aleksandr Gavrilovič Ivanov.